# Because... I am
「Because... I am」是flumpool的第9張單曲。2012年7月11日由A-Sketch發售。

## 收錄曲

### CD
1. Because... I am
作詞：山村隆太、作曲：阪井一生、編曲：玉井健二、百田留衣
  - 日本電視台系『スッキリ!!』7月期結尾曲
  - 夏普公司『au（KDDI・OCT） AQUOS PHONE CL IS17SH』CM歌曲
2. サマータイムブルース
作詞：山村隆太、作曲：阪井一生、編曲：玉井健二、百田留衣
3. Summer DIVE 2012～into the Blue～
作詞：山村隆太、作曲：阪井一生、編曲：玉井健二、百田留衣
4. Because... I am（Instrumental）

## 備註
1. ↑  . RO69. 2012-06-05  [2012-06-05]. （原始内容存档于2013-10-05）.